# Triplosphaeria maxima
Triplosphaeria maxima är en svampart som beskrevs av Kaz. Tanaka & K. Hirayama 2009. Triplosphaeria maxima ingår i släktet Triplosphaeria och familjen Tetraplosphaeriaceae.   Inga underarter finns listade i Catalogue of Life.